# 2005 par pays en Afrique
Les évènements de l'année 2005 en Afrique. 

## Continent africain
- 4 et 5 janvier : rencontre d’évaluation du « Processus de Bamako » (2000), portant sur les « institutions et pratiques démocratiques dans l’espace francophone », a été organisé à Dakar les 4 et 5 janvier 2005, par l'Organisation internationale de la francophonie en partenariat avec le Haut commissariat aux Droits de l’homme et à la promotion de la Paix au Sénégal.
- 14 janvier : rencontre à Bamako des représentants de cinq pays d'Afrique sub-saharienne producteurs de coton (Mali, Bénin, Burkina Faso, Sénégal et Tchad) qui insistent sur la nécessité pour les pays développés de réduire les subventions accordées à leurs agriculteurs. « Pour la seule campagne 2004-2005, l'Afrique de l'Ouest et du Centre connaîtra un déficit estimé à plus de 220 milliards de FCFA, soit plus de 400 millions de dollars, aggravant ainsi la pauvreté en annihilant les efforts de développement », ont-ils déclaré dans un communiqué commun.
- 17 janvier : à l'ouverture d'une réunion réunissant 18 ministre des finances africains, Gordon Brown, ministre britannique des Finances a souhaité l'annulation de la dette « impayable » de pays africains et a présenté l'ébauche d'un plan de lutte contre la pauvreté en Afrique qui a reçu le soutien de l'ancien président sud-africain Nelson Mandela.
- 28 janvier : les pays du G8 et du NEPAD (Nouveau partenariat pour le développement de l'Afrique) annonce à Dar es Salaam des actions pour le développement de l'agriculture en Afrique orientale et centrale portant principalement sur les semences, les pesticides, le commerce de l'alimentation et la mise en place de mécanismes de surveillance, d'alerte et d'évaluation pour la sécurité alimentaire.

- 4 et 5 février : à l'invitation du président sénégalais Abdoulaye Wade, un forum international sur « la fracture agricole mondiale » s'est tenu à Dakar (Sénégal) en présence de plusieurs chefs d'État : Amadou Toumani Touré (Mali), Jacques Chirac (France), Blaise Compaoré (Burkina Faso), Olusegun Obasanjo (Nigeria), Maaouiya Ould Taya (Mauritanie), Mamadou Tandja (Niger). Il réunit des hommes politiques, des scientifiques, des représentants de la société civile et des firmes agroalimentaires autour des « perspectives pour les espaces agricoles en développement ». Des organisations paysannes d'Europe, d'Asie, d'Afrique et d'Amérique du Nord se sont réunis à l'initiative du Réseau des organisations paysannes et des producteurs de l'Afrique de l'Ouest (Roppa) et du Conseil national de concertation et de coopération des ruraux (Cncr) afin de porter leurs revendications, le droit à la souveraineté alimentaire pour chaque pays, la fin des dumpings et des subventions déguisées, et la prise en compte des intérêts des paysans dans les négociations de traités internationaux comme ceux de l'Organisation mondiale du commerce.
- 22 février, Afrique de l'Ouest : la Banque centrale des États de l'Afrique de l'Ouest (BCEAO) affirme avoir récupéré 99,21 % des billets de francs CFA de la gamme de 1992, à l'issue d'une opération de démonétisation qui s'est achevée le 18 février.
- 24 février, Aéronautique : la Communauté économique et monétaire de l'Afrique centrale (CEMAC) et la compagnie aérienne Royal Air Maroc signent un protocole d'accord pour la mise en place d'une compagnie régionale nommée Air CEMAC.

- 12 mars : réunis à Ouagadougou (Burkina Faso) en marge des 3e journées de l'Association cotonnière africaine (ACA), les ministres de l'Agriculture du Bénin, du Burkina Faso, du Mali et du Tchad ont lancé un appel aux gouvernements africains et à la communauté internationale pour la mise en place d'un fonds de sauvetage en faveur des producteurs africains de coton. Ils souhaitent également que soit fixé un délai aux États-Unis et à l'Union européenne pour la réduction et la suppression totale des subventions accordées à leurs producteurs de coton. La concurrence du coton subventionné américain et européen entraîne un « manque à gagner » de 200 milliards de francs CFA (plus de 300 millions d'euros) aux producteurs africains de coton.
- 17 mars, Aéronautique : Pose de la  première pierre de l'Institut africain des métiers de l'aérien en construction sur le site de l'Aéroport international de Bamako-Sénou. Ce nouvel institut de formation a été initié par la compagnie aérienne Air France.

- 21 juin : les paysans ouest-africains, regroupés au sein du réseau des organisations paysannes et des producteurs agricoles (ROPPA) et du Réseau des chambres d’agriculture de l’Afrique de l’ouest (RECAO), réunis à Bamako, se sont opposés aux Organismes génétiquement modifiés (OGM).

## Algérie
- 3 janvier : annonce par les autorités algériennes de l'arrestation de Nourredine Boudiafi, chef du GIA. Ce mouvement islamiste avait signé nombre d'attentats et avait terrorisé les Algériens des années durant.

## Burkina Faso
- 12 mars : réunis à Ouagadougou (Burkina Faso) en marge des 3e journées de l'Association cotonnière africaine (ACA), les ministres de l'Agriculture du Bénin, du Burkina Faso, du Mali et du Tchad ont lancé un appel aux gouvernements africains et à la communauté internationale pour la mise en place d'un fonds de sauvetage en faveur des producteurs africains de coton. Ils souhaitent également que soit fixé un délai aux États-Unis et à l'Union européenne pour la réduction et la suppression totale des subventions accordées à leurs producteurs de coton. La concurrence du coton subventionné américain et européen entraîne un « manque à gagner » de 200 milliards de francs CFA (plus de 300 millions d'euros) aux producteurs africains de coton.
- 13 novembre : Blaise Compaoré, président sortant est réélu au premier tour de l’élection présidentielle.

## Burundi
- 1er janvier : quarante-six rebelles des Forces nationales de libération (FNL), le dernier mouvement rebelle du Burundi, et trois soldats ont été tués, lors d'une « opération d'envergure » de l'armée près de la capitale du pays, Bujumbura, a-t-on appris, dimanche, auprès de l'armée.
- 13 juin : aux élections communales, le Conseil national pour la défense de la démocratie (CNDD, anciens rebelles des Forces pour la défense de la démocratie)les Forces pour la défense de la démocratie (FDD) arrive largement en tête.
- 4 juillet : le CNDD emporte également les élections législatives.

## République centrafricaine
- 8 mai : François Bozizé, président sortant, emporte avec 64,6 % des voix l’élection présidentielle face à Martin Ziguélé lors du deuxième tour le 8 mai. Aux élections législatives, la coalition présidentielle obtient la majorité relative.

## République démocratique du Congo
- 1er janvier : des pluies torrentielles dans la nuit de samedi à dimanche à Uvira  ont causé un mort et emporté une centaine de maisons.
- 10 janvier : le Conseil de paix et de sécurité de l'Union africaine, réuni en sommet à Libreville (Gabon), s'était prononcé en faveur d'une aide à Kinshasa pour le désarmement des anciennes forces génocidaires (milices Interahamwe et ex-FAR (Forces armées rwandaises du régime précédent) repliées depuis 1994 en République démocratique du Congo.
- 17 janvier : le Haut Commissariat des Nations unies pour les réfugiés (HCR) annonce qu'au moins 15 000 Congolais se sont réfugiés en Ouganda depuis le 11 janvier, fuyant l'insécurité régnant dans l'est de la République démocratique du Congo.
- 25 janvier : sortie du rapport monuc.org sur la RDC du groupe d'experts constitués selon la résolution 1552 (embargo sur les armes) du Conseil de sécurité des Nations unies.

- Mercredi 2 février : la MONUC, Mission de l'Organisation des Nations unies en République démocratique du Congo annonce  que les 9 000 habitants de la région de Tché, en Ituri sont sous protection de l'ONU, après les violences qui ont fait 52 morts ces derniers jours.
- Mercredi 9 février, Ituri : la Mission de l'Organisation des Nations unies en République démocratique du Congo (Monuc) a annoncé que le procureur de Bunia en Ituri a entamé des poursuites judiciaires après les attaques attribuées aux miliciens du Front des nationalistes et intégrationnistes dans la région de Tché depuis le 19 janvier. Ces attaques ont fait 52 morts, principalement des femmes, des enfants et des vieillards. Depuis le 29 janvier, plus de 10 000 personnes se sont placées sous la protection de l'ONU à Tché. La région qui connaît des violences interethniques qui ont fait plus de 50 000 morts (et 500 000 déplacés) depuis 1999, un groupe de 4000 miliciens des Forces armées du peuple congolais (FAPC) a décidé de déposer les armes et d'adhérer au programme national de désarmement, de démobilisation et de réinsertion. Les miliciens qui désarment ont le choix entre être intégrés dans l'armée régulière ou rejoindre la vie civile.

- 7 mars : dans un rapport, l'organisation Human Rights Watch (HRW) dénonce le fait que « moins d'une douzaine d'agresseurs ont été poursuivis » alors que des dizaines de milliers de femmes et de fillettes ont été violées depuis 1998 par les soldats et les miliciens dans l'est de la République démocratique du Congo.
- 30 mars : le Conseil de sécurité des Nations unies a adopté à l'unanimité, la résolution 1592 par laquelle il proroge, jusqu'au 1er octobre 2005, le mandat de la Mission de l'Organisation des Nations unies en République démocratique du Congo (MONUC). Il réaffirme sa préoccupation quant aux « hostilités que les groupes armés et milices continuent d'entretenir dans l'est de la République démocratique du Congo, en particulier dans les provinces du Nord et du Sud Kivu et dans le district d'Ituri » et demande au gouvernement de traduire en justice les responsables des « graves violations des droits de l'homme et du droit international humanitaire ». Il considère « que le maintien de la présence d'éléments des ex-Forces armées rwandaises et Interahamwés demeure une menace sur les populations civiles locales et un obstacle à des relations de bon voisinage entre la République démocratique du Congo et le Rwanda » et invite l'Union africaine à travailler en coopération avec la MONUC.

- Juin 2005 : une nouvelle constitution est adoptée par référendum, ouvrant la voie à une série d’élections prévues jusqu’au 30 juin 2006 pour mettre un terme à la transition démocratique.
- 18 décembre : référendum constitutionnel congolais. Le peuple congolais accepte la constitution de la IIIe République en RDC. Selon les résultats provisoires publiés par la Commission électorale indépendante le 20 décembre, le oui l’a emporté avec environ 78 % des suffrages. Ce référendum est une première étape dans le processus devant achever la transition démocratique, des élections générales doivent se tenir d’ici juin 2006.

## Djibouti
- 8 avril : l'élection présidentielle est remportée par Ismail Omar Guelleh, président sortant et unique candidat, l’opposition appelant à boycotter ces élections, estimant que les conditions n’étaient pas réunies pour une élection « honnête, libre et transparente ».

## Éthiopie
- L'équipe de l'archéologue Sileshi Semaw annonce dans la revue Nature avoir découvert les ossements d'hominidés Ardipithecus ramidus, datant d'environ 4,5 millions d'années sur le site de fouille de Gona dans la région de l'Afar.
- 15 mai : aux élections législatives, le Front populaire démocratique révolutionnaire éthiopien (FDRPE), parti au pouvoir, obtient la majorité des 547 sièges de la Chambre des représentants du peuple. L’opposition dénonce des fraudes ; des manifestations ont lieu à Addis-Abeba. Les dirigeants de l’opposition sont arrêtés par les forces de l’ordre.

## Gabon
- 27 novembre : le président sortant Omar Bongo Ondimba a été réélu avec 79,18 % des suffrages selon les résultats officiels lors de l’élection présidentielle. L’opposition dénonce les fraudes massives constatées lors du scrutin.

## Guinée
- Le Parti de l'unité et du progrès (PUP) arrive largement en tête des élections des conseillers communaux et communautaires.

## Guinée-Bissau
- À l’issue du second tour de l’élection présidentielle, Joao Bernardo Vieira est élu avec plus de 55 % des voix.

## Lesotho
- 30 avril : premières élections locales.

## Liberia
- Ellen Johnson-Sirleaf emporte l’élection présidentielle au second tour face à George Weah, arrivé en tête au premier tour. Celui-ci a dans un premier temps dénoncé des fraudes avant de reconnaître la victoire de la première femme présidente en Afrique.

## Madagascar
- 1er janvier : l’ariary a remplacé le franc malgache comme monnaie.
- 14 janvier : des zoologistes américains de l'équipe du généticien Edward Louis annonce la découverte de deux nouvelles espèces de lémuriens.

## Maroc
- 1er janvier : mise en place d’une couverture médicale de base pour les salariés actifs et les retraités des secteurs public et privé et leurs ayants droit, soit environ 5 millions de personnes (17 % de la population).
- 24 février, aéronautique : la Communauté économique et monétaire de l'Afrique centrale (CEMAC) et la compagnie aérienne Royal Air Maroc signent un protocole d'accord pour la mise en place d'une compagnie régionale nommée Air CEMAC.

## Maurice
- 3 juillet : l’opposition regroupée dans l’alliance sociale remporte les élections législatives.

## Somalie
- 29 septembre : aux élections législatives du 29 septembre, l’Union des démocrates (Udub, parti au pouvoir) obtient 33 sièges, le Kulmiye (solidarité) et le Parti pour la justice et le bien-être, deux partis d’opposition, obtiennent respectivement 28 et 21 sièges.

## Tanzanie
- 28 janvier : les pays du G8 et du NEPAD (Nouveau partenariat pour le développement de l'Afrique) ont annoncé à Dar es Salaam des actions pour le développement de l'agriculture en Afrique orientale et centrale portant principalement sur les semences, les pesticides, le commerce de l'alimentation et la mise en place de mécanismes de surveillance, d'alerte et d'évaluation pour la sécurité alimentaire.
- 14 décembre : L'ancien ministre des Affaires étrangères, Jakaya Kikwete, candidat du Chama cha Mapinduzi (CCM) remporte l'élection présidentielle avec 80,3 % des voix.

## Togo
- 24 avril : Faure Gnassingbé Eyadéma est élu président au cours d’une élection controversée.

## Tunisie
- 6 août 2006 : Crash d'un avion Tuninter nommé TS-LBB au large des côtes siciliennes lors d'un amerrissage raté.

## Zimbabwe
- 31 mars : l'Union nationale africaine du Zimbabwe-Front patriotique (Zanu-PF), parti du président Robert Mugabe, remporte les élections législatives. Des fraudes massives sont dénoncées par l’opposition.